# Rina Cavallari
Rina Cavallari (Ferrara, 9 ottobre 1914 – Caltignaga, 12 agosto 2014) è stata un mezzosoprano italiano, apprezzata prevalentemente in ruoli di comprimario.

## Biografia
Fu avviata sin da piccola allo studio della musica e del violino dal padre operaio, appassionato autodidatta. Suonò in orchestra fin da bambina, completando la preparazione con il maestro Aurelio Tronchi presso l'Ateneo della Cardinal Ferrari di Milano.
Al termine della guerra si indirizzò quasi subito verso lo studio del canto a Genova col maestro Piero Magenta. Il debutto fu al Teatro Augustus di Genova nel 1949 come Maddalena in Rigoletto, seguita da Suzuki in Madama Butterfly.
Interpretò poi il personaggio di Salloka in Feruda di Francesco Santoliquido, trasmessa dalla Radio, quello di Lola in Cavalleria rusticana e in seguito "Beppe lo zingaro" ne L'amico Fritz, di cui fu l'unica interprete in grado di presentarsi in scena con il suo violino per eseguire il famoso "a solo".
Si esibì inoltre in ruoli comprimari de La forza del destino, Mefistofele, Guglielmo Tell, Il barbiere di Siviglia, La sonnambula, Norma, Il tabarro, Suor Angelica, Gianni Schicchi, Boris Godunov, nel quale fu un apprezzato  Teodoro, Le preziose ridicole  di Felice Lattuada, Il console di Gian Carlo Menotti, La figlia di Jorio di Ildebrando Pizzetti. I continui riconoscimenti, soprattutto per l'interpretazione ne L'amico Fritz, la portarono nei principali teatri italiani e internazionali.
Partecipò a diversi allestimenti del Teatro alla Scala (ad esempio La figlia di Jorio nella stagione lirica 1955-56). Fu al fianco di alcuni tra i più grandi cantanti dell'epoca, uno per tutti Maria Callas, sotto la guida dei più celebri direttori del tempo (tra cui Tullio Serafin, Francesco Molinari Pradelli, Oliviero De Fabritiis, Gianandrea Gavazzeni), venendo chiamata per diverse incisioni discografiche.
Morì a Caltignaga, in provincia di Novara, all'età di novantanove anni.

## Discografia
- La Gioconda (la Cieca), con Anita Corridori, Giuseppe Campora, Anselmo Colzani, Miriam Pirazzini, Fernando Corena, dir. Armando La Rosa Parodi - Urania 1952
- La traviata (Annina), con Renata Tebaldi, Gianni Poggi, Aldo Protti, dir. Francesco Molinari Pradelli - Decca 1954
- La forza del destino (Curra), con Maria Callas, Carlo Tagliabue, Richard Tucker, Nicola Rossi-Lemeni, dir.Tullio Serafin - EMI 1954
- Norma (Clotilde), con  Maria Callas, Mario Filippeschi, Ebe Stignani, Nicola Rossi-Lemeni, dir. Tullio Serafin EMI 1954
- Norma (Clotilde), con  Maria Callas, Mario Del Monaco, Ebe Stignani, Giuseppe Modesti, dir. Tullio Serafin - dal vivo RAI-Roma 1955
- Il barbiere di Siviglia (Berta), con Ettore Bastianini, Giulietta Simionato, Alvino Misciano, Cesare Siepi, Fernando Corena, dir. Alberto Erede Decca 1956